# FK Šilas
FK Šilas var en litauisk fotbollsklubb. 

## Historia
FK Šilas grundades 1940 under namnet FK Ąžuolas. 

### 2022 såsong
I början av 2022 skedde en sammanslagning av FK Šilas och fotbollsakademin Marijampolė City. Under omorganisationen av klubben togs ett beslut att ändra namnet på Pirma lyga-herrfotbollslaget "Šilas" till "Marijampolė City" och att överföra laget till Marijampolė.
Klubben ansökte till det litauiska fotbollsförbundet (LFF) med en begäran om att byta namn och logotyp, och exekutivkommitténs beslut beviljades.
Det nya klubbnamnet och logotypen kommer att användas från starten av omgång 6 i Pirma lyga och från starten av den första omgången av Hegelmann LFF Cupen.

### Historiska namn
sedan 1940
- 1940 – Ąžuolas
- 1952 – Žalgiris
- 1969 – Šilas
- 1994 – Auredi
- 1996 – Šilas
- 2006 – Kvintencija-Šilas
- 2008 – Aitas-MIA
- 2009 – FK Kazlų Rūda
- 2011 – Šilas
- Sedan 19 april 2022 – Marijampolė City

## Placering tidigare säsonger

### Futbolo klubas Šilas
| Säsong | Nivå | Liga                | Placering | Referens    | Notering                        |
| ------ | ---- | ------------------- | --------- | ----------- | ------------------------------- |
| 2012   | 3    | Antra lyga (Pietūs) | 4         |             | Uppflyttad till Pirma lyga 2013 |
| 2013   | 2    | Pirma lyga          | 4         | [ 2 ]       |                                 |
| 2014   | 2    | Pirma lyga          | 5         | [ 3 ]       |                                 |
| 2015   | 2    | Pirma lyga          | 4         | [ 4 ]       |                                 |
| 2016   | 2    | Pirma lyga          | 1         | [ 5 ]       | Nedflyttad till Antra lyga 2017 |
| 2017   | 3    | Antra lyga (Pietūs) | 10        |             |                                 |
| 2018   | 3    | Antra lyga (Pietūs) | 2         |             |                                 |
| 2019   | 3    | Antra lyga (Pietūs) | 2         |             |                                 |
| 2020   | 3    | Antra lyga (Pietūs) | 1         |             | Uppflyttad till Pirma lyga 2021 |
| 2021   | 2    | Pirma lyga          | 3         | [ 6 ] [ 7 ] |                                 |

## Färger
sedan 2011
| FK ŠILAS | FK ŠILAS |

sedan 2021
| FK ŠILAS | FK ŠILAS |

### Dräktsponsor
- 2012–20?? : Adidas
- 2021–2022 : Joma

### Trikåer
| 2016 s. · Hemmaställ | 2017 s. · Hemmaställ | ? · Hemmaställ | 2021 s. · Hemmaställ | 2021–nutid · Bortaställ |

## Tränare
- Saulius Vikertas, (2012–2015);
- Gediminas Jarmalavičius, (2016–2017);
- Saulius Vikertas, (2017–2019);
- Gediminas Jarmalavičius, (sedan 2021–2022).[10]

## Kända spelare
- Ričardas Beniušis, (2015–2017; 2020–2021)
- Andrius Urbšys, (2014–2017; 2020–2021)